# Ralls (Teksas)
Ralls je grad u američkoj saveznoj državi Teksas. Prema popisu stanovništva iz 2010. u njemu je živjelo 1.944 stanovnika.